# Desert de Gibson

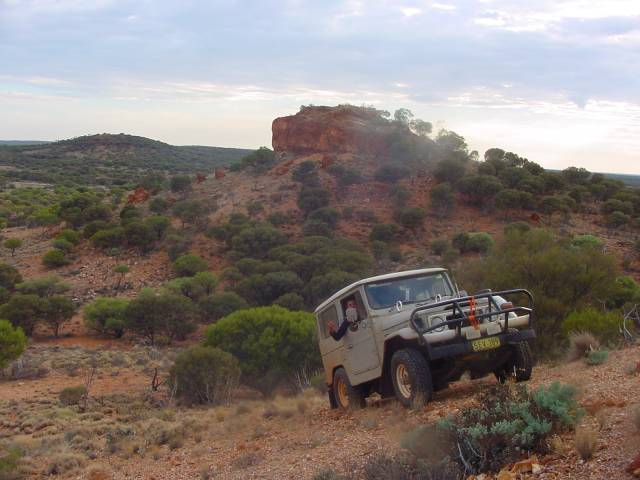
Un 4x4 al desert de Gibson

El Desert de Gibson ocupa una gran zona seca de l'estat d'Austràlia Occidental. Fa uns 155.000 km²; és el cinquè desert per superfície d'Austràlia després dels deserts Gran Desert Arenós, Gran Desert de Victòria, Tanami i de Simpson.

## Localització i descripció
El Gibson es troba a l'altiplà del centre oest d'Austràlia entre el salí Llac Disappointment i el Llac Macdonald al llarg del Tròpic de Capricorn al sud del Gran Desert Arenós, i al nord del gran Desert de Victòria. Les altituds són de 500 m en alguns llocs gran part del desert està cobert per grava i herbes menudes però també té zones ondulades de sorra vermella i dunes hi ha també sòls amb laterita. Al centre de la regió hi ha alguns llacs salats isolats i al sud-oest un sistema de llacs formats en èpoques antigues.
La pluviometria al desert de Gibson va de 200 mm fins a 250 mm anuals, les taxes d'evaporació són de l'ordre de 3600 mm/any. A l'estiu s'arriba als 40 °C i a l'hivern a 18 °C amb les mínimes de fins a 6 °C.

## Història
Rep el nom de l'explorador Alfred Gibson que hi morí en l'expedició de 1874 comandada per Ernest Giles.

## Població indígena
En gran part d'aquest desert i especialment a l'oest només hi viuen aborígens australians com els Pintupi tradicionalment seminòmades i amb molt poc contacte amb els occidentals.

## Fauna i flora
Plantes adaptades al clima incloueen el gènere Triodia i Acacia.
A la fauna es troben el cangur vermell, l'emú, el Gran Bilby i altres. El Varanus giganteus és el segon llangardaix més gros del món (el primer és el dragó de Komodo).
Hi ha camells (dromedaris) asilvestrats.
S'hi ha establert la Reserva Natural del Desert de Gibson (Gibson Desert Nature Reserve).